# Qobuz
Qobuz è un servizio commerciale di musica scaricabile e in streaming francese dell'omonima società. Fu fondato nel 2007 da Yves Riesel e si sono espansi in Regno Unito, nei Paesi Bassi e in Germania., e da fine 2017 anche in Italia.
Offre un servizio di iscrizione multilivello ma, a differenza del concorrente Spotify e analogamente a Tidal, non fornisce uno streaming gratuito eccetto che per un periodo di prova.
Alla fine del 2015, dopo un periodo di incertezza finanziaria, Qobuz ha trovato nuovi investitori che hanno permesso al servizio di continuare ad operare .

## Presentazione
Qobuz è una società francese che propone un'offerta di streaming musicale e un negozio di musica online in alta risoluzione. I suoi fondatori sono Alexandre Leforestier e Yves Riesel, anche direttori dell'etichetta Abeille Musique. Nel dicembre 2015, Qobuz è stato acquisito dall'editore Xandrie, proprietario del negozio di musica digitale Allbrary. Il catalogo di Qobuz offre tutti i generi musicali, tra cui rock, pop, musica classica, jazz, world music, elettronica, hip-hop/rap e musica italiana. La sua rivista online, curata da un team appassionato di esperti, racconta un universo musicale ampio ed eterogeneo, rispecchiando le realtà locali e esplorando tutti i confini musicali. Il catalogo Qobuz è disponibile in diverse qualità audio, che vanno dalla qualità CD (spesso chiamata qualità HiFi o HD) alla qualità Hi-Res Audio (spesso chiamata qualità studio o master, fino a 24-Bit/192 kHz), corrispondente alle offerte di abbonamento e download fornite dalla piattaforma.
Nel 2013, Qobuz ha ottenuto la certificazione Hi-Res Audio, assegnata dalla Japan Audio Society (JAS). Questa certificazione è la garanzia che i flussi audio forniti dagli abbonamenti Qobuz siano conformi ai criteri degli standard definiti dall'organizzazione.
Nell'aprile 2020, durante la prima crisi sanitaria COVID-19, Qobuz ha sostenuto gli artisti.  Per ogni nuovo abbonato alle offerte di streaming, l'azienda ha restituito ai rispettivi detentori dei diritti la totalità delle entrate generate dal primo mese di abbonamento.
Il 3 giugno 2020, Qobuz ha annunciato la firma di una partnership finanziaria e industriale con Québecor, un leader canadese nelle telecomunicazioni, intrattenimento, news media e cultura. Questa alleanza darà vita a QUB Music, una piattaforma di streaming appena lanciata in Quebec dalla società Québecor.
Il 15 giugno 2020, Qobuz ritira dalle sua offerta la qualità MP3, per concentrarsi esclusivamente sulle qualità di streaming lossless. Tutti gli abbonamenti Qobuz danno accesso alla qualità ad alta risoluzione (Hi-Res) e alla qualità CD. Tuttavia, la possibilità dell'ascolto di MP3 continua ad essere disponibile per risparmiare memoria o per utilizzare una quantità di dati inferiore.
Nel novembre 2020, alle offerte di abbonamento si è aggiunta una formula per la famiglia, Qobuz Family, che permette di condividere la propria musica con sei membri della stessa famiglia.

## Diffusione
Presente in Francia dal 2007, Qobuz ha esteso la sua offerta di streaming nel dicembre 2013 a otto paesi europei: Regno Unito, Irlanda, Germania, Austria, Belgio, Svizzera, Lussemburgo e Paesi Bassi, poi nel 2017 in Spagna e Italia.
Nel 2018, Qobuz è attivo in undici paesi. Nel 2019, Qobuz apre la sua filiale negli Stati Uniti.
Il 15 aprile 2021, Qobuz espande la sua offerta di streaming e download a sei nuovi paesi: Svezia, Danimarca, Norvegia, Finlandia, Australia e Nuova Zelanda.

## App per smartphone, tablet e desktop
L’app Qobuz può essere scaricata gratuitamente sull'AppStore, su Google Play e su Freebox. Accessibile su mobile e tablet, è anche disponibile su computer per Mac e PC e come web player. L'app permette l'ascolto gratuito di estratti di 30 secondi, mentre per ascoltare la musica offline e in alta risoluzione è richiesta la sottoscrizione di un abbonamento. Gli utenti di smartphone iOS e Android possono accedere alla piattaforma dopo aver sottoscritto un abbonamento a Qobuz Studio.

## Apparecchiature
Qobuz distribuisce file in formato FLAC senza perdite, fino a 24 bit/192 kHz, che vengono forniti dalle etichette e dai rispettivi detentori dei diritti.
Dal 22 gennaio 2019, Qobuz è disponibile per l'ascolto su Roon. L'ultimo aggiornamento alla versione 1.6 offre la migliore esperienza musicale per sfogliare i tuoi file musicali e uno dei servizi di streaming.
Dal 15 gennaio 2020, Naim Audio, specialista HiFi britannico, ha integrato Qobuz nei suoi hardware per i proprietari dei sistemi Uniti Atom, Star e Nova e dei lettori di rete ND5 XS2, NDX 2 e ND 555. Nel giugno 2020 è stato fatto un ulteriore aggiornamento dei sistemi wireless Mu-so e Mu-so Qb di seconda generazione.
Il 24 marzo 2021, Qobuz diventa la prima piattaforma musicale ad offrire lo streaming audio in alta risoluzione 24-bit su Sonos.

## Investimenti
Qobuz ha registrato una crescita del +45,3% nel suo ultimo anno fiscale 2019-2020. Nell'agosto 2019, la piattaforma francese ha raccolto 12 milioni di euro da Nabuboto e dal gruppo Quebecor. Nel settembre 2020, i due azionisti storici, Nabuboto e Quebecor, hanno rinnovato la loro fiducia nella società raccogliendo altri 10 milioni di euro.

## Catalogo
Nel 2021, Qobuz offre più di 70 milioni di brani in qualità CD e Hi-Res (24-bit fino a 192 kHz). Tutti i brani acquistati sono offerti senza limitazioni DRM.

## Acquisizione da parte di Xandrie
Nel 2015, la piattaforma ha incontrato delle difficoltà finanziarie a causa della mancanza di fondi. Sono state proposte quattro offerte da parte di diverse società per acquistare il sito francese e con esso il mantenimento dell'occupazione di 38 dipendenti. Il 29 dicembre 2015, Qobuz ha annunciato la sua acquisizione da parte della piattaforma di distribuzione francese Xandrie, guidata dall'imprenditore Denis Thebaud.